# 莫娜·麦克谢里
莫娜·麦克谢里（英語：Mona McSharry，2000年8月21日—），爱尔兰女子游泳运动员，2021年世界短池游泳锦标赛女子100米蛙泳铜牌得主、2024年夏季奥林匹克运动会女子100米蛙泳铜牌得主。